# Catharsius heros
Catharsius heros är en skalbaggsart som beskrevs av Karl Henrik Boheman 1860. Catharsius heros ingår i släktet Catharsius och familjen bladhorningar. Inga underarter finns listade.